# Saint-Cirgues-de-Prades
Saint-Cirgues-de-Prades – miejscowość i gmina we Francji, w regionie Owernia-Rodan-Alpy, w departamencie Ardèche.
Według danych na rok 1990 gminę zamieszkiwało 85 osób, a gęstość zaludnienia wynosiła 24 osoby/km² (wśród 2880 gmin regionu Rodan-Alpy Saint-Cirgues-de-Prades plasuje się na 1535. miejscu pod względem liczby ludności, natomiast pod względem powierzchni na miejscu 1616.).